# 黎明豚属
黎明豚属（学名：Norisdelphis）是海豚科下的一属中型海豚。

## 下属物种
本属包括以下物种：
- 安中黎明豚 Norisdelphis annakaensis Kimura & Hasegawa, 2020，分布于北太平洋西部（日本群马县）[2][3][4][5][6][7]